# Joan Chase
Joan L. Chase, née le 26 novembre 1936 à Wooster et morte le 17 avril 2018, est une romancière américaine.

## Biographie
Originaire de l’Ohio, Joan Chase déménage de ville en ville tout au long de son enfance. Elle est diplômée de l'Université du Maryland. De 1980 à 1984,  elle travaille comme directrice adjointe de la Fondation Ragdale. Elle est également membre du PEN club, association internationale d'écrivains et  d’écrivaines,. 
Joan Chase décède le 17 avril 2018 à l'âge de 81 ans, des suites d’une longue maladie,. 

## Carrière littéraire
Joan Chase publie son premier roman, During the Reign of the Queen of Persia publié en 1983. L'histoire est racontée du point de vue des quatre petites-filles de la "Reine de Perse", une fermière de l'Ohio, dans les années 1950. La narration se déroule à la première personne du pluriel, un effet de style que la romancière Margaret Atwood qualifie de parti pris volontaire de l'auteure afin d'évoquer l'inconscient collectif féminin. L'intrigue travers le temps, et se divise en trois sections principales : la première se consacre aux sœurs alors narratrices dans leur adolescence, la seconde régresse vers leur enfance et la troisième immortalise la vente de la ferme familiale et la dispersion de la famille. Ce récit a également établi des comparaisons avec les œuvres d'Anne Tyler, Marilynne Robinson, Douglas Unger et Susan Engberg. 
L’ouvrage remporte le prix Pen-Hemingway pour la première fiction d'un auteur américain, et le prix Janet Heidinger Kafka, récompensant l’œuvre de fiction d'une autrice américaine,.
Le livre est de nouveau publié en 2014 par le New York Review Books, accompagné d’une introduction de l’écrivaine et poétesse américaine Meghan O'Rourke. 

### Versions originales
- During the Reign of the Queen of Persia, HarperCollins Publishers, 1983,  (ISBN 0060151366)
- The Evening Wolves, Ballantine Books, 1990,  (ISBN 9780345362858)
- Bonneville Blue, Farrar, Straus and Giroux, 1991,  (ISBN 9780374115395)

### Traductions françaises
- Sous le règne de la reine de Perse, Le Seuil, Cadre Vert, 256p, 1987,  (ISBN 2020095211)

## Distinctions
- 1983 : Prix Janet Heidinger Kafka pour During the Reign of the Queen of Persia
- 1983 : Prix Pen-Hemingway pour During the Reign of the Queen of Persia
- 1987 : Whiting Award[11]
- 1990 : Bourse Guggenheim[12]